# Tolnaodes dasynota
Tolnaodes dasynota là một loài bướm đêm trong họ Noctuidae.